# Old Bar
Old Bar är en ort i Australien. Den ligger i kommunen Greater Taree och delstaten New South Wales, i den sydöstra delen av landet, omkring 250 kilometer nordost om delstatshuvudstaden Sydney.
Närmaste större samhälle är Taree, omkring 14 kilometer nordväst om Old Bar. Genomsnittlig årsnederbörd är 1 701 millimeter. Den regnigaste månaden är februari, med i genomsnitt 313 mm nederbörd, och den torraste är oktober, med 46 mm nederbörd.